# Mladen Vukšić
Mladen Vukšić OFM (ur. 28 grudnia 1965 w Ljubuškim) – bośniacki duchowny katolicki, franciszkanin, biskup diecezjalny kotorski od 2024.

## Życiorys

### Prezbiterat
Święcenia kapłańskie otrzymał 26 lipca 1992 w Zakonie Braci Mniejszych. Pracował głównie jako proboszcz zakonnych parafii i gwardian klasztorów, był też mistrzem klerykatu oraz definitorem prowincjalnym.

### Episkopat
12 września 2024 papież Franciszek mianował go biskupem diecezjalnym Kotoru. Sakry udzielił mu 23 listopada 2024 arcybiskup Dražen Kutleša.